# Tales from the Gimli Hospital
Pour plus de détails, voir Fiche technique et Distribution.
Tales from the Gimli Hospital est un film canadien réalisé par Guy Maddin, sorti en 1988. C'est le premier long métrage de Guy Maddin. 

## Synopsis
Einar, un pêcheur solitaire qui contracte la variole est admis au Gimli Hospital. Il y entre en compétition avec son voisin de chambre Gunnar pour attirer l'attention des infirmières.

## Fiche technique
- Titre français : Tales from the Gimli Hospital
- Réalisation : Guy Maddin
- Scénario : Guy Maddin
- Pays d'origine : Canada
- Format : Couleurs - 35 mm - 1,37:1 - Mono
- Genre : fantastique, horreur
- Durée : 72 minutes
- Date de sortie : 1988

## Distribution
- Kyle McCulloch : Einar le solitaire / ménestrel
- Michael Gottli : Gunnar
- Angela Heck : Snjófridur
- Margaret Anne MacLeod : Amma
- Heather Neale : la petite-fille
- David Neale : le petit-fils
- Don Hewak : John Ramsay
- Ron Eyolfson : le pasteur Osbaldison / le patient
- Chris Johnson : Lord Dufferin
- Donna Szöke : la princesse-poisson
- Tiffany Taylor : Gunnar's Strolling Companion / Gimli Maiden
- inda Schinkel : la mère mourante
- Jeff Solylo : le mari coléreux
- Randy Kray : l'ange
- George Toles : l'ange à moustache